# Valgelon-La Rochette
Valgelon-La Rochette – gmina we Francji, w regionie Owernia-Rodan-Alpy, w departamencie Sabaudia. W 2016 roku liczba ludności wynosiła 4196 mieszkańców. 
Gmina została utworzona 1 stycznia 2019 roku z połączenia dwóch ówczesnych gmin: Étable oraz La Rochette. Siedzibą gminy została miejscowość La Rochette. 